# Hódmezővásárhelyi Divat Kötöttárugyár
A Hódmezővásárhelyi Divat Kötöttárugyár – rövid nevén: HÓDIKÖT – az 1889-ben Cocron József „harisnyaszövő segéd” által alapított műhelyből alakult ki és fejlődött száz év alatt az 1980-as évek végéig működő korszerű, a magyar textiliparban jelentős helyet elfoglaló nagyvállalattá.

## Előzmények

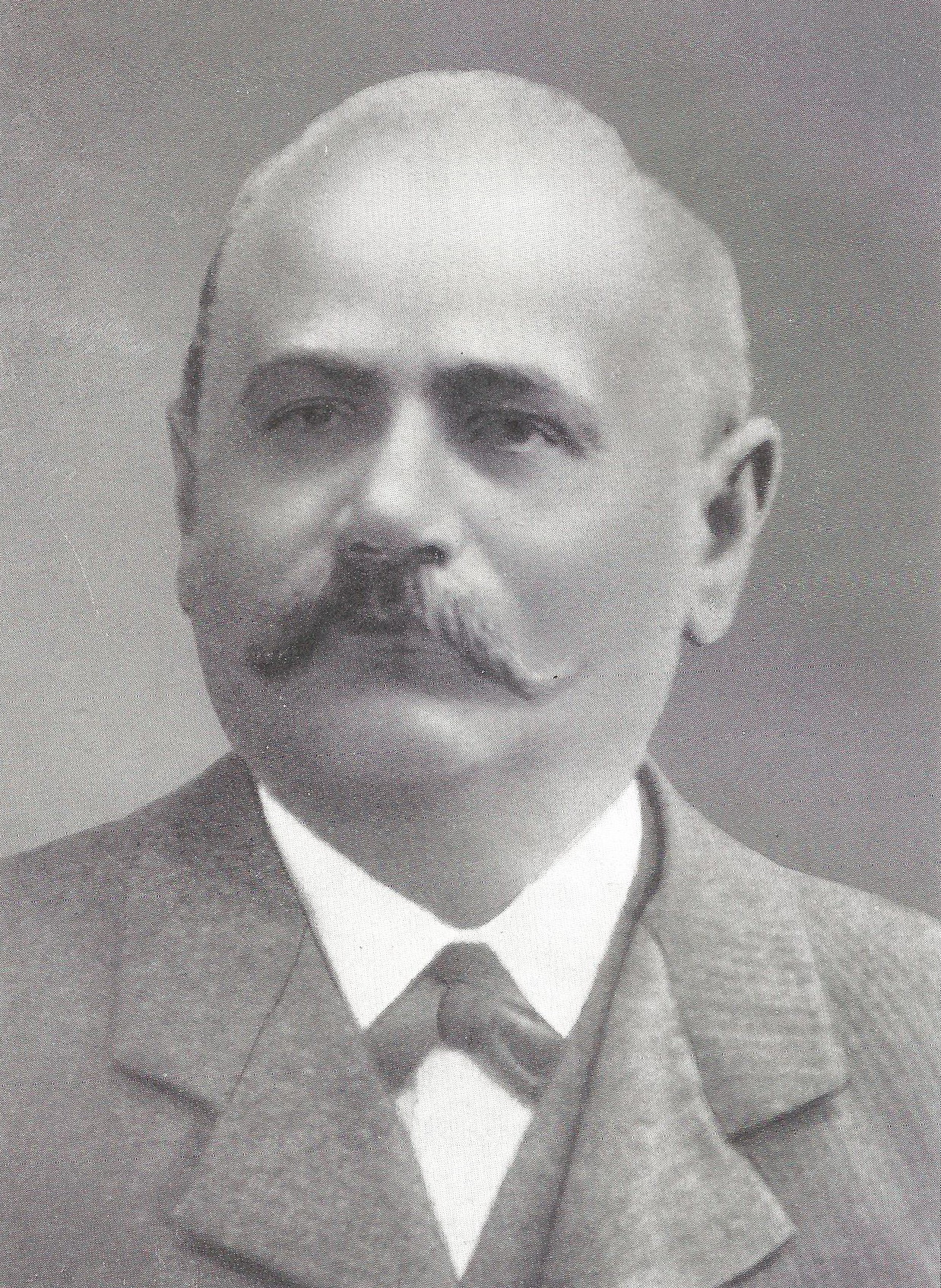
Kokron József (1860–1923)

Cocron József 1860-ban a Torontál vármegyei Nagyőszön (ma: Tomnatec, Románia) született. Német származású volt, de jól beszélt magyarul. 1889-ben egy hetipiaci napon érkezett Hódmezővásárhelyre és jó üzleti, értékesítési lehetőségeket látott termékei számára. Saját kézikötésű harisnyákat árult a piacon. Letelepedett a városban, 1889. március 27-én iparengedélyt kért és kapott és megnyitotta műhelyét. Vezetéknevét a továbbiakban Kokron formában használta. Eleinte egymaga dolgozott, később 3–4 tanoncot is alkalmazott, akiket 4 évre szerződtetett és ezt követőleg felszabadított. 1891-ben megnősült és ebből a házasságból két fia született (József 1894-ben, Károly 1897-ben).
A műhely megnyitásához, berendezéséhez kölcsönöket vett fel, amelyekből akkor korszerűnek számító gépeket vásárolt, de kezdetben jelentős anyagi problémákkal küszködött. Érdemes megemlíteni, hogy első kötőgépei még ugyanolyan konstrukciójúak voltak, mint a William Lee által 1589-ben feltalált első gép.
Kokron eleinte egymaga végzett minden, az üzlettel kapcsolatos tevékenységet, később ebbe felesége is bekapcsolódott. 1891-ben műhelyét új helyre költöztette és az épületet 1896-tól kezdve több lépésben átépítette, kibővítette. Bár eleinte Kokron maga és családja dolgozott az üzemben, már igen hamar szükségessé vált idegen segédmunkaerő, tanoncok alkalmazása, akiket ő maga tanított be. Az 1900-as évek elejétől a tanoncokon kívül önálló segédeket és varrónőket is alkalmazott. A nagyobb munkásállomány létrejötte már bizonyos fokú munkamegosztást is lehetővé tett. Munkásainak létszáma évről-évre gyarapodott, 1914-re 25–26-ra emelkedett, azonban az üzemben mindenkor dolgozók száma a szezontól és a kereslet ingadozásaitól függően változott: az év bizonyos szakaszaiban munkásainak egy részét elbocsátotta, majd később visszavette. Az 1900–1910 között megvalósított épületbővítések, korszerűsítések és a gépi beruházások mind a kötöttárugyártás mennyiségi és választékbővítését szolgálták. A fejlesztések során Koron különféle kötő-, előkészítő-, mosó- és szárítógépekkel, varrógépekkel és egyéb berendezésekkel bővítette, korszerűsítette üzemét. 1909-ben áttért az addig kézzel hajtott gépek villamos motorokkal való működtetésére. 
Az üzem fő profilja a harisnyagyártás volt: téli és nyári, női, férfi- és gyerekharisnyákat egyaránt gyártott. Emellett kötöttkabátokat, mellényeket, kesztyűket, fehérneműket is készített. Termelése elsősorban a helyi igények kielégítését szolgálta, de számos helyi és országos iparoskiállításon is részt vett és az 1896. évi millenniumi kiállításon elismerő oklevelet is elnyert. Az üzem vezetése mellett Kokron részt vállalt Hódmezővásárhely társadalmi és közéletében is. Egészségi állapota azonban 1913-ra annyira megromlott, hogy az üzem irányítását felesége és fia, ifj. Kokron József vette át. 1923. június 18-án elhunyt.

## A Kokron József és Fiai Kötszövöttárugyár

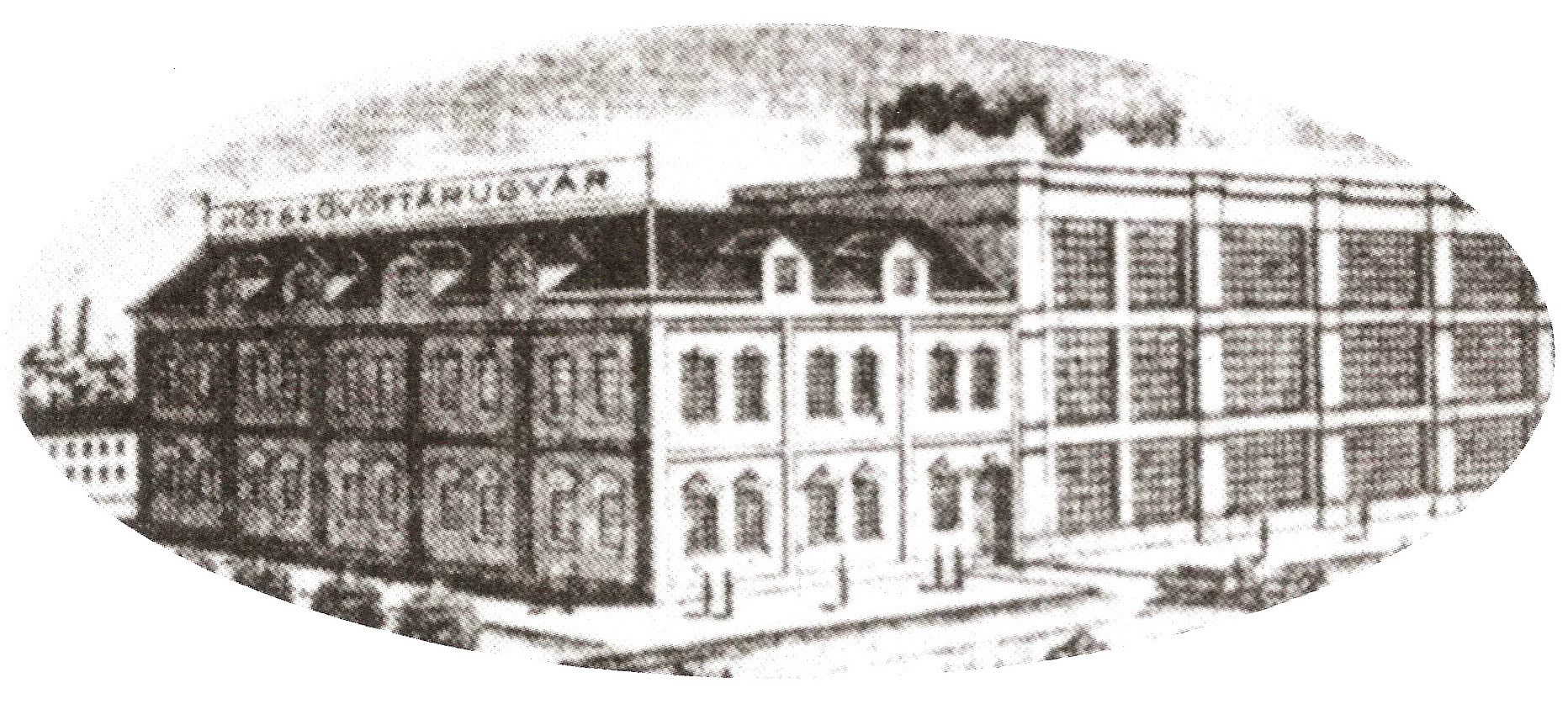
A Kokron József és Fiai Kötszövöttárugyár hajdani épülete Hódmezővásárhely belvárosában

1920. január 1-jével jegyezték be hódmezővásárhelyi székhellyel a Kokron József és Fiai Kötszövöttárugyár elnevezésű közkereseti társaságot, amelynek tagjai Kokron József és Kokron Károly kötött- és szövöttáru kereskedők voltak. Ifj. Kokron József az első világháború alatt katonai szolgálatot teljesített, hadifogságba esett, és csak a hadifogságból való hazatérte után lépett be a társaság tagjai közé.1923-ban a Textilgyárosok Országos Egyesületébe is beléptek.
Kokronék mindeddig a környékbeli kiskereskedőkkel álltak kapcsolatban, de 1922-ben már a budapesti Dukesz és Perczel-féle kötöttáru-nagykereskedő céggel is felvették a kapcsolatot, amely az ország egész területére kiterjedő tevékenységet folytatott.
A cég az 1920-as, 1930-as években több lépésben bővítette, korszerűsítette az üzemépületet, 1931-ben 300 m mély artézi kutat is fúrtak, amelynek 135 l/min vízhozamából 80 l/min mennyiséget az üzem céljaira használtak fel, a többit a gyári munkások vízszükségletének fedezésére és a saját háztartás ellátására használták. Folyamatosan bővítették a termelő gépparkot, korszerűsítették az energetikai rendszert. Az új gépek lehetővé tették a gyártmányszerkezet korszerűsítését is. 1929-ben vezették be termékeiken a Nor-Coc márkanevet. 1927-ben Magyarországon először a Kokron cég honosította meg a William Cotton találmányán alapuló síkhurkolt („cotton”-) harisnyák gyártását. Ők kezdték meg 1931-ben, saját szabadalmuk alapján, a később nagy sikernek bizonyult svájcisapka hazai gyártását is. Egy-egy új termékfajta gyártásának megszervezésekor annak gyártási eljárását is megvásárolták és a betanításhoz külföldi, elsősorban német munkásokat alkalmaztak. A gyártáshoz szükséges alapanyagokat elsősorban hazai textilgyáraktól szerezték be, a vegyszereket, segédanyagokat külföldön, főleg Németországban vásárolták meg. 1934-ben fésüsgyapjú-fonodát is berendeztek, hogy a korábban külföldről vásárolt ilyen típusú fonalakat saját gyártással pótolják. (1938-ban ezt az üzemet eladták a Kistarcsai Fésüsfonógyárt Rt.-nek.
A cég gondot fordított arra is, hogy a tulajdonosok és a munkások mélyebben megismerjék az üzleti fogásokat ill. a textilgyártás különféle korszerű megoldásait, ennek érdekében szakmai tanulmányutakat szerveztek, szakfolyóiratokat járattak és részt vettek szakmai szervezetek tevékenységében. 1937-ben a bérezésnél bevezették a Bedaux-rendszert..
Az 1930-as évek végén a cég több vidéki üzemmel is kiegészült. Aradon, Kistarcsán, Szabadkán, Pápán vásároltak meg üzemeket és helyezték ki ide termelésük egy részét. Ezekben a gyárakban a második világháború végéig volt részesedése a Kokron cégnek.
A cég 1936-ban több szakosztállyal (labdarúgás, lövész, vívó) sportegyesületet alapított.
A Kokron József és Fiai Kötszövöttárugyár a két világháború között fontos szerepet töltött be Hódmezővásárhely életében. Mintegy 600–900 embernek adott munkát, ami a város munkaképes lakosságának 2–3%-át jelentette. Országos szinten is jelentős textilipari cégnek számított. A Kokron fivéreket szakmai körökben elismerés és megbecsülés övezte.

## A második világháború befejezésétől az államosításig
A második világháború végéhez közeledve, 1944 októberében felmerült a gyár leszerelése és kiürítésének gondolata: a kistarcsai testvérvállalathoz tervezték átszállítani a gépeket és a raktárkészletet, erre azonban a szovjet csapatok 1944. október 8-i városba érkezése folytán már csak részben került sor. A Kokron család elhagyta az országot. A gépek, nyersanyagok egy része még megmaradt, így a termelés a háború után ismét megindulhatott. A gyár vezetését a szovjet parancsnokság vette át és a termelő munka hamar újra megindult. Ebben az időszakban a gyár elsősorban a jóvátételi szállításokból vette ki részét. Nagy nehézséget okozott a nyersanyaghiány és az áramszolgáltatás bizonytalansága – utóbbi miatt a kötőgépek egy részét csak kézzel tudták hajtani. 1945 májusában az Elhagyott Javak Kormánybiztossága vette át az üzemet. Pár hónappal később azonban a gyár fennmaradását az a veszély fenyegette, hogy – a Gyáriparosok Országos Szövetségének javaslatára – berendezéseit leszerelik és jóvátétel gyanánt a Szovjetunióba szállítják, ezt azonban a város törvényhatósági bizottságának a Kormányhoz intézett beadványával sikerült megakadályoznia. 1947 nyarán az Elhagyott Javak Kormánybiztossága bérbeadással hasznosította a gyárat, a bérbevevő a Fehér és Radványi cég volt; ettől kezdve a gyár Fehér és Radványi Kötszövöttárugyár  néven működött tovább. (Fehér Béla 1928-tól kezdve már a Kokron gyár budapesti eladási irodájának vezetője volt, így ismerte a céget.) A gyár továbbra is fontos szerepet töltött be a város életében, számos családnak adott munkaalkalmat.
A gyárat 1948. március 25-én államosították.

## A szocialista nagyvállalat
Az államosítást követően a gyár termelésére, tevékenységére vonatkozó döntéseket központi szervek, az Iparügyi Minisztérium és a Kötszövőipari Igazgatóság hozta meg. Az egész iparágban nagyarányú átszervezések kezdődtek meg, amelyek a centralizációt és a termékek számának csökkentését célozták. Az ország több kisebb kötőipari üzemét megszüntették ill. beolvasztották nagyobb vállalatokba. A hódmezővásárhelyi gyárba is beolvadt – gépparkjával együtt – a város két másik kötőüzeme és két szegedi üzem is. 1951-ben a termékskála szűkítése érdekében a hódmezővásárhelyi gyárban a harisnyagyártáson kívül minden egyéb kötöttáru gyártását, a gyár termelésének addigi fő profilját jelentő és termelésének zömét adó árucikkekét megszüntették. Ez nagyarányú (40%-os) létszámleépítéssel is járt. Ez az intézkedés azonban nagy hibának bizonyult, országos szintű problémát okozott, mert az egyéb kötöttáruk gyártására kijelölt vállalatok nem tudták kielégíteni a hazai szükségletet és nem tudtak eleget tenni az exportkötelezettségeknek, így 1953-ban a gyárban visszaállították az eredeti állapotot. A gyár 1951–1953 között igen sokféle terméket gyártott, különféle harisnyákat műselyemből és pamutból, sí- és svájcisapkákat, férfi-, női és gyerekpulóvereket, kötött mellényeket, kardigánokat, tréningruhákat.
Az 1947. augusztus 1-jével bevezetett hároméves terv és az ehhez kapcsolódó tervutasításos gazdaságirányítási rendszer rányomta a bélyegét a vállalati szervezet kialakítására, a termelés megszervezésére, a termékszerkezet összeállítására, a fejlesztési lehetőségekre is. Mindez természetesen közvetlenül érintette a hódmezővásárhelyi gyárat is. A vállalat általában teljesítette a különféle tervmutatókat, de számos nehézséggel kellett megküzdenie: minőségi problémákkal (amelyek részben a vállalattól független, külső okok – pl. elégtelen fonalminőség – miatt keletkeztek), késedelmes nyersanyag-szállításokkal, a termelékenység alacsony színvonalával (amit a bérezési rendszer és a munkafegyelem javításával igyekeztek emelni) stb.
Az 1950-es évek elején Magyarországon kísérleteket folytattak a gyapottermesztés meghonosítására és ehhez Hódmezővásárhely külterületén – a Makói országút mentén – gyapotegrenáló üzemet kívántak létesíteni. Minthogy ez a kísérlet kudarcba fulladt, a már elkészült épületet 1955-ben a kötöttárugyár kezelésébe adták. Ebben az üzemben 1956 januárjában 120 dolgozóval indult meg a termelés. Ide helyezték a kézisíkkötő-üzemet, a csévélőüzemet és a konfekcióüzemet. A gyár eredeti telephelyén, a Hódmezővásárhely belvárosában (a Teleki utcában) működő gyárrészlegben maradt a kötöde többi része és a festő-kikészítő üzem.
Az 1956-os forradalom idején a gyár irányítását munkástanács vette át és biztosította a zavartalan termelőmunkát – amikor nem volt sztrájk. A munkát jelentősen hátráltatták különféle megmozdulások és sztrájkok. A helyzet csak 1957 második negyedévében konszolidálódott. Az újonnan kinevezett igazgató (Árvai Jenő) irányította a továbbiakban a vállalat működését.
A Gyapotfeldolgozó Vállalattól átvett épületet alkalmassá kellett tenni a kötöttárugyár céljaira. Az ezzel járó beruházáshoz a hitelfelvételt megkönnyítette az az állami gazdaságpolitikai elgondolás, amely a nagy létszámot igénylő fejlesztéseket elsősorban vidéki üzemeknél támogatta. A fejlesztést 1957 és 1967 között három ütemben hajtották végre. Az első ütemben a gyapotegrenáló épületében elvégezték a szükséges épületátalakításokat és ide telepítették át a kötödéket és a konfekcióüzemeket. A második ütemben technológiai fejlesztéseket hajtottak végre, új, korszerű gépeket vásároltak (csévélő-, síkkötő-, körkötő- és síkhurkolóüzemeket) és ezekkel cserélték le a régi, elavult gépeket, egyúttal lehetővé téve a jobb minőségű és a korábbi gyártmányszerkezethez képest korszerűbb termékskála kialakítását is. A harmadik ütemben a városközpontban levő régi gyár épületének teljes rekonstrukciója került sorra, egy emeletet húztak a régi épületre és szociális részt alakítottak ki. Változatlanul itt működött a festöde-kikészítő üzem.
A vállalat 1961-ben vette fel a Hódmezővásárhelyi Divat Kötöttárugyár (HÓDIKÖT) nevet.
A vállalat az 1960-as években jelentős exporttevékenységet folytatott. Nemcsak a Szovjetunióba és az akkori Német Demokratikus Köztársaságba szállított igen nagy mennyiségeket, hanem számos nyugat-európai és afrikai országba is. Mivel főleg exportpiacain nagymértékben megnőtt a kereslet a szintetikus szálasanyagokból készült kötöttáruk iránt, a korábbi, elsősorban pamutból és gyapjúból készült termékeket fokozatosan szintetikus fonalakból előállított kollekciók váltották fel. Ehhez hozzásegített ezeknek a fonalfajtáknak az egyre bővülő hazai gyártása is. A változás kihatott az alkalmazott gyártástechnológiák átalakítására, korszerűsítésére is. Mindez beleillett a nemzetközi tendenciákba is.
Az 1968-ban bevezetett ún. új gazdasági mechanizmus bevezetése a HÓDIKÖT-nél is radikális változásokat hozott. Ezek egyrészt a vállalat gazdálkodását és kereskedelmi tevékenységét érintették, másrészt jelentős beruházásokra, fejlesztésekre adott módot. Az átállás nem volt zökkenőmentes. A nagykereskedelmi vállalatok üzletpolitikájában történt változások miatt visszaestek a belföldi rendelések, ami készletgazdálkodási és pénzügyi gondokat okozott. A gyár a gondokon a gyártmányösszetétel változtatásával, az export bővítésével (sikerült betörniük a kanadai piacra) és kereskedelmi kapcsolatainak javításával tudott úrrá lenni. Az új feltételeknek megfelelően átalakították a vállalati szervezetet is. A vállalat igazgatója 1977-ig, nyugdíjba vonulásáig az 1956-ban kinevezett Árvai Jenő volt, őt 1986-ig Pál Rozália követte, majd Villányi Lászlót, a korábbi műszaki igazgatót választották meg igazgatónak.
A megnövekedett termelési igények sikeres ellátása érdekében a vállalat az 1960-as évek végén és az 1970-es években különféle beruházásokat bonyolított le. Jelentős építészeti és technikai fejlesztésekre került sor és emellett –összhangban a korabeli iparpolitikai meggondolásokkal – megkezdték vidéki telephelyek létesítését (Békéssámson, Makó, Csorvás, Tiszalök, Fehérgyarmat). 1970–1975 között a síkkötő- és síkhurkológéppark 85%-át, a körkötőgépek 15–20%-át korszerű, új berendezésekre cserélték ki és ennek kapcsán újabb technológiai megoldásokat is bevezettek. 1976 és 1980 között tovább bővítették a belvárosi gyárrészleg épületét és itt újabb varrógépekkel, terítőgéppel korszerűsítették a termelést. 1981 és 1982 folyamán különféle kikészítőgépeket, konfekciógépeket és (a számítástechnika hazai meghonosításának kezdetén) számítógépeket vásároltak.
A fejlesztésekkel párhuzamosan a gyárban dolgozók létszáma is jelentősen megnőtt: míg 1956-ban 900 munkás tartozott a gyár létszámába, 1968-ban ez 3844, 1982-ben 4169, 1985-ben pedig 3828 volt. A létszámot különféle bérügyi intézkedésekkel igyekeztek stabilizálni.

## Szakképzés és oktatás
Hódmezővásárhelyi üzemében már Kokron József megkezdte kötő tanoncok (inasok) betanítását, akikből később segédek, majd mesterek lettek. A második világháborút követően a gyár a felnőttek képzésével és továbbképzésével önállóan oldotta meg szakmai munkaerő-szükségletét. A szakmunkás-vizsgáztatásokat is a gyárban alakult vizsgabizottság közreműködésével végezte, a vizsgabizottságban a Könnyűipari Minisztérium, mint felügyelő hatóság is képviseltette magát. Szervezett iskolai szakoktatásra csak az 1960/1961 tanévtől kezdve került sor, a helyi Helyiipari Tanulóiskolában. A kötöttáru-konfekció szakmában 1 éves, a kötő szakmában 2 éves volt a képzés. Évente 30–30 tanulót iskoláztak be. 1965-ben a Könnyűipari Minisztérium Hódmezővásárhelyen önálló szakmunkásképző iskolát létesített, amely ebben a formában az 1972/1973-as tanévig működött, ettől kezdve a Csongrád megyei Tanács hatáskörébe került. Az iskola évente 160–200 tanulót képzett és ennek kb. felét szabadította fel. A tanműhelyi oktatáshoz a HÓDIKÖT biztosított szakoktatókat, akik később 3 éves pedagógiai képzésen is részt vettek. A szakmai tárgyak oktatását a gyár nagymértékben támogatta technikai felszerelések, demonstrációs anyagok biztosításával.
A nappali képzés mellett 1976-tól a dolgozók esti szakmai képzését is bevezették. 1976-tól 1980-ig 590 betanított munkásból lett kötő ill. konfekció szakmunkás. A szakmunkásképzést a vidéki üzemekben is megvalósították.
Technikusképzésre már 1955-től törekedett a vállalat. Kötőipari technikusképzést ebben az időben az I. sz. Textilipari Technikum (későbbi nevén: Bolyai János Textilipari Technikum) végzett, ide néhány ambiciózus fiatalembert iskoláztak be. A technikum esti kihelyezett tagozata 1959-ben kezdte meg tevékenységét Hódmezővásárhelyen és ettől kezdve a gyár számos szakembere szerzett itt technikusi oklevelet. A Budapesti Műszaki Egyetem gépészmérnöki karán működő Textiltechnológia és Könnyűipari Tanszék több diplomás textiltechnológia szakos mérnököt adott a HÓDIKÖT-nek.

## Befejezés
Az 1989-90-ben végbement politikai és gazdasági változások az egész magyar textiliparra rányomták bélyegüket és így a Hódmezővásárhelyi Divat Kötöttárugyár sem kerülhette el a sorsát. Tönkrement, felszámolásra került, több kisebb termelő egysége önálló gazdasági társaságként folytatta tevékenységét. A gyár korszerű, angol gyártmányú síkhurkológépeit egy, a Makói országút menti gyártelep egyik önálló épületében működő német cég vásárolta meg és ott 390 emberrel sikerrel folytatja nagyértékű kötöttáruinak exportra való termelését. A város központjában, a Kokron-gyár eredeti helyén ma egy körkötő és kikészítő üzem működik, a HÓDIKÖT-től megvásárolt gépekkel.

## Jegyzet
1. ↑  A feltalálójáról, Charles Bedeaux-ról elnevezett Bedeaux-rendszer (ahogy a magyar iparban elterjedt: "bedó"-rendszer) a bérezési rendszerek egy formája. A munka mérésére a B-nek (a Bedeauxrövidítése) nevezett egységeket alkalmazza. Egy B annak a munkamennyiségnek felel meg, amelyet az átlagos munkás egy perc alatt el tud végezni, azaz az egy percre eső munkavégzés és szünet összege. Stopperórával megmérik ezek időtartamát és kiszámítják az arányát. Egy órai normál teljesítmény tehát 60 B-t képvisel és ennyi munkáért jár egy órai munkabér. Amelyik munkás egy óra alatt ennél többet végez, az a többletmunka után járó bér 75%-át mint jutalmat kapja, a fennmaradó 25%-ot viszont a munkavezetőnek fizetik ki. A rendszer bevezetését gondos munkaelemzés előzi meg, hogy a "B"-nek megfelelő egységet igazságosan állapíthassák meg. Ha a munkás nem teljesít óránként 60 "B"-t, akkor béréből bizonyos részt levonnak.

## Kapcsolódó szócikk
- Textilipar